# Radiorama
Radiorama – włoski zespół wykonujący muzykę italo disco, powstały w 1985 roku. Oryginalnymi założycielami grupy byli Aldo Martinelli i Simona Zanini, po wydaniu pierwszego singla kierownictwo nad projektem przejął Mauro Farina. W skład zespołu wchodzili oryginalnie wokaliści: Hank Shostak oraz Simona Zanini, Simonę nieco później na żeńskim wokalu zastąpiła Clara Moroni, Hanka na męskim zaś sam Mauro Farina. Twarzami projektu byli Antonella Ferri oraz Oscar Branfazzi.

## Historia

### 1985–1989
Twórcami zespołu byli Aldo Martinelli i Simona Zanini, dla których był to kolejny wspólny projekt italo disco obok takich jak Martinelli, Raggio di Luna, Topo & Roby czy Doctor’s Cat.
Pierwszym przebojem grupy stał się napisany przez samych założycieli utwór „Chance to Desire”, który cieszył dużą popularnością we Włoszech, Niemczech oraz w Szwajcarii. Nieco później, po konflikcie z Mauro Fariną, z projektu wycofał się Aldo Martinelli – wtedy to właśnie kierownictwo nad grupą przejął Farina ze swoim stałym współpracownikiem, Giuliano Crivellente. W grudniu 1985 roku ukazał się singel „Desire”. W następnym, 1986 roku zespół wydał debiutancki album Desires and Vampires, wydany przez wytwórnię Out Records. Promowały go dwa kolejne single: „Hey Hey” oraz „Vampires” (w którym na wokalu gościnnie udzieliła się Elena Ferretti). Album odniósł komercyjny sukces zarówno w Europie, jak i w Japonii. Pod koniec tego roku na rynku pojawił się również singel „Aliens”, zapowiadający kolejną płytę zespołu.
W maju 1987 roku ukazał się drugi album grupy pt. The 2nd Album. Nową płytę wydała wytwórnia Radiorama Productions, promowały go zaś trzy kolejne single: „Yeti”, „So I Know” oraz „The Radiorama Mega Mix”. Na albumie pojawiły się m.in. wydane na singlach utwory „Yeti” oraz „Aliens”, które cieszyły się dużą popularnością na listach przebojów i na ówczesnych dyskotekach. W tym samym roku Radiorama, Milk and Coffee, Gazebo, Ken Laszlo i Savage wystąpili na Festiwalu w Sopocie podczas dużego koncertu italo disco.
W 1988 roku wydany został trzeci album grupy pt. The Legend, promowały go single „Fire”, „ABCD”, „Sing The Beatles” (megamix przebojów grupy The Beatles w aranżacjach italo disco), „Medley” oraz „Bad Girls”.
W 1989 roku na rynku pojawił się album Four Years After, zawierający zarówno nowy materiał, jak i nowy remiks nagrania „Aliens”. Promowano go dwoma singlami: „Bad Boy You” i „Daddy Daddy”.

### Od 1990
W 1990 roku Radiorama zmieniła styl z italo disco na popularny wówczas szczególnie na azjatyckim rynku eurobeat, efektem tej zmiany był album pt. The Fifth utrzymany właśnie w tej stylistyce. Przez następne lata, z niewielkimi odstępstwami, single wydawane przez projekt były kierowane głównie na rynki Dalekiego Wschodu.
Po 1993 roku płyty i single zespołu były wydawane przez wytwórnię 21st Century Records, należącą do koncernu S.A.I.F.A.M., którego właścicielami byli Mauro Farina i Giuliano Crivellente.
W 1999 roku ukazał się album The World of Radiorama, który zawierał remiksy największych przebojów projektu z poprzednich lat.
W 2002 roku na rynku ukazał się dwupłytowy album Yesterday Today Tomorrow, zawierający remiksy nagrań projektu z lat 80. i 90. XX wieku (CD1) oraz zremasterowany album The Fifth (CD2).

## Dyskografia

### Albumy[1]
- 1986 – Desires and Vampires
- 1987 – The 2nd Album
- 1988 – The Legend
- 1989 – Four Years After
- 1990 – The Fifth
- 1999 – The World of Radiorama
- 2002 – Yesterday Today Tomorrow

### Single[1]
- 1985 – „Chance to Desire”
- 1985 – „Desire”
- 1986 – „Hey Hey”
- 1986 – „Vampires”
- 1986 – „Aliens”
- 1987 – „Yeti”
- 1987 – „So I Know”
- 1987 – „The Radiorama Mega Mix”
- 1987 – „Fire”
- 1988 – „ABCD”
- 1988 – „Sing The Beatles”
- 1988 – „Medley”
- 1988 – „Bad Girls”
- 1989 – „Bad Boy You”
- 1989 – „Baciami (Kiss Me)”
- 1989 – „Daddy Daddy”
- 1989 – „Megamix”
- 1990 – „Why Baby Why”
- 1990 – „One Two Three” (we współpracy z Max Coveri)
- 1990 – „3, 4 Gimme More”
- 1990 – „In Zaire”
- 1991 – „Come Back My Lover”
- 1991 – „All Night Long” (we współpracy z MC "YA")
- 1992 – „Sugar Sugar Love”
- 1993 – „Aliens 2 (The Nightmare)”
- 1994 – „Your Love”
- 1994 – „It’s a Lonely Wait”
- 1995 – „Let Me Be”
- 1995 – „Little Bird”
- 1996 – „Touch Me Now”
- 1996 – „Like an Angel”
- 1997 – „Di–Da–Di”
- 1997 – „’Cause The Night”
- 1998 – „Give Me the Night”
- 1998 – „Aliens 2000”
- 1998 – „Beautiful Man”
- 1999 – „More Time”
- 1999 – „Ninna Ninna Oh”
- 2000 – „Danger”

### Kompilacje[1]
- 1988 – The First Album
- 1989 – The Best of Radiorama (wydanie 1989)
- 1994 – The Best of Radiorama (wydanie 1994)
- 1996 – Golden Hits
- 1998 – Best of Radiorama
- 2000 – The Greatest Hits
- 2002 – Turbo Disco
- 2007 – The Original Definitive Collection
- 2011 – The Best of Radiorama
- 2015 – Greatest Hits & Remixes
- 2016 – Desires and Vampires / The 2nd Album
- 2018 – The Best Of
- 2019 – Super Hits